# Messent Conservation Park
Messent Conservation Park är en park i Australien. Den ligger i delstaten South Australia, omkring 160 kilometer sydost om delstatshuvudstaden Adelaide. Messent Conservation Park ligger 17 meter över havet.
Trakten runt Messent Conservation Park är nära nog obefolkad, med mindre än två invånare per kvadratkilometer.. 
I omgivningarna runt Messent Conservation Park växer huvudsakligen savannskog. Genomsnittlig årsnederbörd är 646 millimeter. Den regnigaste månaden är juli, med i genomsnitt 117 mm nederbörd, och den torraste är januari, med 16 mm nederbörd.